# Cabylé
Ne doit pas être confondu avec Kabyles.
Cabylé ou Kabylé (en grec ancien Καβύλη) est une ancienne cité située en Thrace, à l'Ouest de Develtos sur la rivière Toundja, au Sud-Est de la Bulgarie.
Fondée vers 2000 av. J.-C., la ville fut conquise puis hellénisée par Philippe II de Macédoine au IVe siècle av. J.-C. Cabylé devint par la suite une capitale du Royaume des Thraces avant de passer sous la domination des Romains au Ier siècle av. J.-C. Ville majeure de la province romaine de Thrace durant l'Antiquité tardive, Cabylé fut rasée par les Avars au VIe siècle.
La ville est aujourd'hui un site archéologique et touristique important en Bulgarie.

## Localisation
Le site de Cabylé est situé au Nord-Est de la plaine de Thrace, près de la ville moderne de Kabile, à moins de 10 kilomètres de Yambol, dans le Sud-Est de la Bulgarie.
Plusieurs auteurs antiques mentionnent Cabylé dans leurs écrits parmi lesquels Démosthène, Polybe, Strabon, Ptolémée, Pline l'Ancien et Étienne de Byzance.

## Histoire

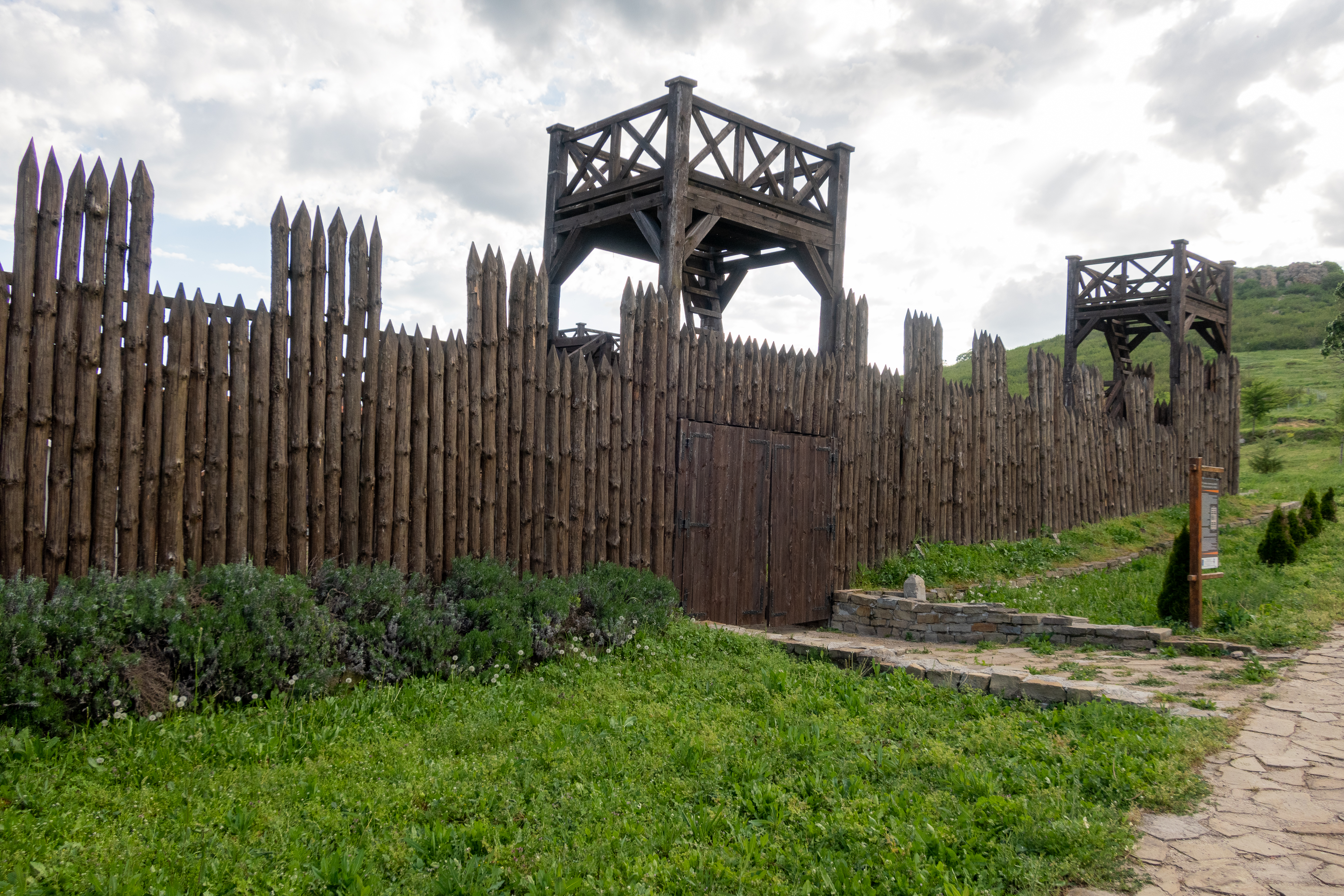
Reconstitution de l'ancien camp romain de Cabylé.

Durant l'Antiquité, Cabylé est l'une des villes les plus importantes du Sud-Est de la Thrace. La ville fut fondée vers 2000 av. J.-C. sur les hauteurs de Zaychi Vrah. En 341 av. J.-C., Cabylé est conquise par les armées de Philippe II de Macédoine, qui en fait une ville hellénistique et y installa des colons macédoniens rebelles selon Strabon,. Elle est plus tard intégré dans l'Empire d'Alexandre le Grand.
Au IIIe siècle av. J.-C., la ville de Cabylé est gouvernée par les Thraces. Sous le règne de de Spartok et de Scostoc, celle-ci devient la capitale de leur royaume. La ville reste un centre important militaire et commercial important jusqu'au IIe siècle av. J.-C., période durant laquelle Cabylé est la seule ville en Thrace intérieure à battre sa propre monnaie,. Au IIIe siècle av. J.-C., celle-ci est la cible des raids des Galates établis dans les Balkans, jusqu'à leur installation en Asie mineure,.
En 71 av. J.-C., la ville est conquise par les armées de la République romaine menées par Marcus Terentius Varro Lucullus. En 45 av. J.-C., Cabylé passe sous la tutelle du Royaume de Thrace, État client des romains.
En 46 apr. J.-C., Cabylé est intégré dans la province romaine de Thrace. Durant le IIe siècle, la ville et son castrum servent de lieu de garnison pour la Cohors II Lucensium, et au IIIe siècle pour la Cohors I Athoitorum. La ville constitue l'un des deux principaux camps romains dans la Province de Thrace.
Cabylé devient l'une des villes les plus importantes de Thrace durant l'Antiquité tardive. Après la christianisation de l'Empire au IVe siècle, la ville dispose de son propre évêché.
Durant la guerre des Goths en juillet 378, l'armée de Goths de Fritigern s'y réfugie avant de se diriger vers Andrinople, où elle remporte une écrasante victoire contre les Romains.
La ville est détruite par les Avars au VIe siècle et n'est pas rebâtie par la suite. Durant le Moyen-Âge, un petit village s'implante sur le territoire de l'ancienne cité.

## Archéologie
Les premières fouilles débutent en 1912. Le territoire de la ville et ses alentours sont désignés comme un territoire d'importance nationale en 1965 et protégés au sein d'une réserve archéologique de 65 kilomètres carrés.
Depuis 1966, la ville fait partie de la liste des 100 sites touristiques de Bulgarie. Plusieurs des découvertes réalisées sur le site sont abritées dans un musée sur le site qui inclut également une exposition présentant les fouilles effectuées sur place.